# Mimela rectangular
Mimela rectangular är en skalbaggsart som beskrevs av Lin 1990. Mimela rectangular ingår i släktet Mimela och familjen Rutelidae. Inga underarter finns listade i Catalogue of Life.